# Agroécologie au Cameroun
L'agroécologie résulte de l'association de l'agronomie et l'écologie pour designer le mécanisme écologique mit en œuvre pour garantir la sécurité alimentaire des groupes humaines. Plusieurs familles tirent leurs ressources alimentaires de l’agroécologie.

## Techniques de l'agroécologie
Les techniques agroécologiques mettent en évidences la durabilité des procédés agricoles en accord aux règles de protection de l'environnement. Les principes de base sont: l'usage rationnel des ressources; les rapports conviviaux entre acteurs sociaux ainsi que le renforcement de la gestion des fermes

## Zones agroécologiques du Cameroun
Les zones écologiques sont définies sur la base du climat, du sol, du relief et de l'usage rationnel des terres. Le Cameroun distingue cinq grandes zones écologiques.

### Zone soudano-sahélienne
Cette zone couvre deux des trois zones septentrionales du Cameroun à savoir le Nord et l'Extrême-Nord,. En plus de ces deux zones, une partie de l'Adamaoua serait également couverte par la zone sahélienne. Les cultures dérivées sont: oignon, coton, mil, sésame, niébé.

### Zone de savane guinéenne élevée
La zone de savane couvre la région de l'Adamaoua et une partie de l'ouest (Banyo). les sols se caractérisent par une perméabilité ou une une rétention d'eau. Ils sont hydromorphes et ferrallitiques. Le régime pluvial est monomodal avec une pluviométrie annuelle de 1600 mm. S'y trouve les cultures vivrières (arachides, maïs, sorgho) et de rentes (café robusta).

### Hautes terres de l'Ouest
Les hautes terres de l'Ouest couvrent les régions de l'Ouest et du Nord-Ouest Cameroun avec une partie de la région du Sud-Ouest. La végétation accroit dans l'intervalle 180 à 240 jours. Les cultures courantes sont les pommes, l'haricot, le café, le cacao, la banane, le plantain, le manioc, l'igname, la tomate, les condiments.

### Forêt humide à pluviométrie monomodale
La zone de forêt humide monomodale couvre la région du Littoral et la grande partie de la région du Sud-Ouest. C'est une zone à forte densité de pluie avec une variation allant de 3000 à 4000 mm. La culture l'huile de palme, l'hévéa, la banane, le plantain, le café, les fruits (papaye, ananas, agrumes, avocat, prunes et les produits forestier non ligneux).

### Forêt humide à pluviométrie bimodale
Cette dernière zone couvre les régions du Centre, Sud et Est. Il se définit par quatre saisons à savoir deux saisons sèches et deux de pluies. La végétation forestière est à l'origine de nombreuses activités autour d'elle. Manioc, plantain, patate douce, caoutchouc, palmier, café robusta, cacao sont autant de cultures qui s'y trouvent.